# アジアホッケー連盟
アジアホッケー連盟（あじあほっけーれんめい、英：ASIAN HOCKEY FEDERATION、略：AHF）は、アジア地域におけるホッケー競技の統括団体である。本部はマレーシア クアラルンプール。会長はマレーシア・パハン州スルターンのアブドゥラ。現在30カ国がメンバーとなっている。

## 沿革
- 1958年 インド・日本・韓国・マレーシア・パキスタンによって設立される。

## 参加国
- アフガニスタン
- バングラデシュ
- ブルネイ
- カンボジア
- 中国
- 台湾
- 香港
- インド
- インドネシア
- イラン
- 日本
- カザフスタン
- 韓国
- 北朝鮮
- マカオ
- マレーシア
- モンゴル
- ミャンマー
- ネパール
- オマーン
- パキスタン
- フィリピン
- カタール
- シンガポール
- スリランカ
- タジキスタン
- タイ
- トルクメニスタン
- UAE
- ウズベキスタン

## 設置委員会
- 競技委員会
- 開発・コーチング委員会
- 懲戒委員会
- 撮影機材援助委員会
- 財務マーケティング委員会
- メディア広報委員会
- 医療委員会
- プロトコル委員会
- 審判委員会
- 女性委員会